# 東北ローカル線パス
東北ローカル線パス（とうほくローカルせんパス）は、2014年まで東日本旅客鉄道（JR東日本）が発売し、東北地方内のJR東日本とそれに所在する私鉄・第三セクター鉄道事業者（一部事業者を除く）にて利用できた、フリーパス型の特別企画乗車券（トクトクきっぷ）である。

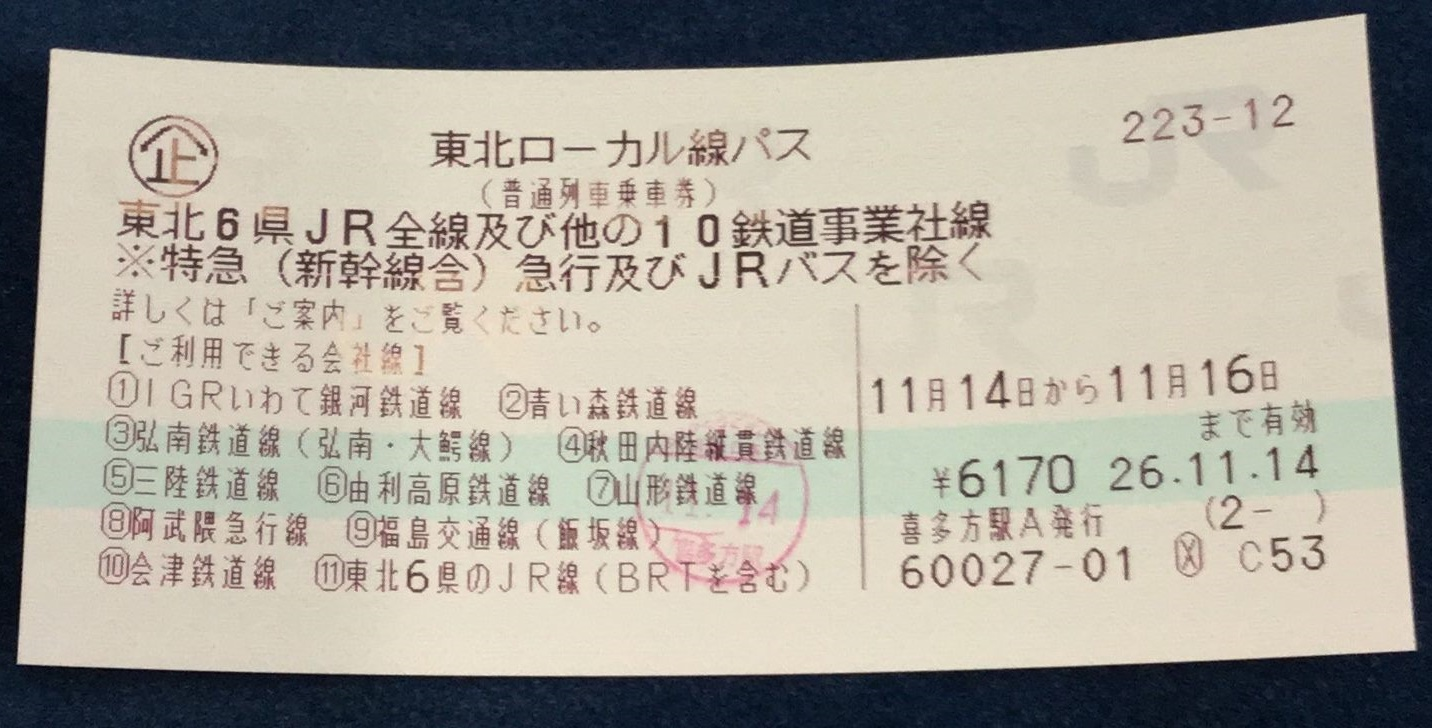
東北ローカル線パス（2014年秋冬期間）

## 概要
JR東日本と東北の私鉄・第三セクター鉄道10社を合わせて11事業者（総営業キロ：3,601.8㎞）に及ぶ広範囲を網羅する企画きっぷとなっていた。

## 内容
利用期間中に指定された連続する3日間（金・土・日曜日あるいは土・日・月曜日のいずれか）において、フリーエリア内にて普通列車・快速列車に限り、有効期間内なら何回でも乗り降りできる（新幹線を含む特急・急行では利用できなかった。ただし、秋田内陸縦貫鉄道線内で運行される急行もりよし号については、本パスとは別に急行券を購入すれば利用可能だった）。

## フリーエリア
乗車券が最後に発売されていた2014年10月の時点では、2011年3月11日に発生した東日本大震災に伴い、被災による運転線区運行見合わせ区間が存在したため、当該見合わせ区間については本パスを利用できなかった（ただし代行バスを運転している区間については本パスを利用することができた）。
- 東北内のJR線
  - 幹線
    - 東北本線（白坂 - 盛岡間、2010年秋季までは八戸 - 青森間も含んでいた）
    - 奥羽本線（全線）
    - 羽越本線（鼠ケ関 - 秋田間）
    - 仙山線（全線）
    - 仙石線（全線）
    - 常磐線（勿来 - 岩沼間）
    - 磐越西線（郡山 - 徳沢間）

  - 地方交通線
    - 津軽線（全線）
    - 大湊線（全線）
    - 八戸線（全線）
    - 五能線（全線）
    - 男鹿線（全線）
    - 田沢湖線（全線）
    - 陸羽西線（全線）
    - 左沢線（全線）
    - 米坂線（米沢 - 小国間）
    - 花輪線（全線）
    - 山田線（全線）
    - 釜石線（全線）
    - 北上線（全線）
    - 大船渡線（全線、BRT区間も利用可能）
    - 気仙沼線（全線）
    - 石巻線（全線）
    - 陸羽東線（全線）
    - 磐越東線（全線）
    - 水郡線（矢祭山 - 安積永盛間）
    - 只見線（会津若松 - 只見間）

- 東北地方の私鉄
  - 弘南鉄道
    - 弘南線（全線）
    - 大鰐線（全線）

  - 福島交通飯坂線（全線）

- 東北地方の第三セクター鉄道
  - 青い森鉄道青い森鉄道線（全線、2010年12月4日に東北新幹線八戸 - 新青森間開業に伴いJRから移管された八戸 - 青森間も含む）
  - IGRいわて銀河鉄道いわて銀河鉄道線（全線）
  - 秋田内陸縦貫鉄道秋田内陸線（全線）
  - 由利高原鉄道鳥海山ろく線（全線）
  - 山形鉄道フラワー長井線（全線）
  - 三陸鉄道
    - 北リアス線（全線）
    - 南リアス線（全線）

  - 阿武隈急行阿武隈急行線（全線）
  - 会津鉄道会津線（全線）

※：本パスでは、津軽鉄道・仙台市地下鉄・仙台空港鉄道は利用できない（利用する場合には、別途乗車券が必要）。

### 過去に利用できたフリーエリア
- 東北内のJR線
  - 地方交通線
    - 岩泉線（全線）
    - 2014年4月1日をもって廃止されたため、同年10月期発売より適用除外（2010年7月31日に発生した土砂崩落による列車脱線事故に伴い廃止までの間、バスによる代行輸送を行っていて、本パスも利用できていた）。
- 東北地方の私鉄
  - 十和田観光電鉄十和田観光電鉄線（全線）
    - 2012年3月31日をもって鉄道の運行を終了したため、同年2月期発売より適用除外（4月1日以降の鉄道代替バス転換後も利用不可）[2]。

## 利用期間
2009年
- 9月4日〜11月30日の間のうち、指定された連続する3日間（金曜日〜日曜日の間あるいは土曜日〜月曜日のいずれか）。なお、9月18日〜9月28日の間及び10月30日〜11月3日の間の連続する3日間も利用可能。
（発売期間：9月1日〜11月28日）

2010年
- 2月5日〜4月19日の間のうち、指定された連続する3日間（金曜日〜日曜日の間あるいは土曜日〜月曜日のいずれか）。なお、2月10日〜2月15日の間及び3月19日〜3月23日の間の連続する3日間も利用可能。
（発売期間：2月1日〜4月17日）
- 9月3日〜11月29日の間のうち、指定された連続する3日間（金曜日〜日曜日の間あるいは土曜日〜月曜日のいずれか）。なお、9月23日〜9月27日の間及び11月19日〜11月23日の間の連続する3日間も利用可能。
（発売期間：9月1日〜11月27日）

2011年
- 2月4日〜4月18日の間のうち、指定された連続する3日間（金曜日〜日曜日の間あるいは土曜日〜月曜日のいずれか）。なお、2月10日〜2月14日の間の連続する3日間も利用可能。
（発売期間：2月1日〜4月16日）
- 7月1日〜7月31日の間のうち、指定された連続する3日間（金曜日〜日曜日の間あるいは土曜日〜月曜日のいずれか）。
（発売期間：6月27日〜7月29日）
- 9月2日〜11月28日の間のうち、指定された連続する3日間（金曜日〜日曜日の間あるいは土曜日〜月曜日のいずれか）。なお、9月16日～9月20日、9月22日～9月26日、10月7日～10月11日、11月3日～11月7日の間の連続する3日間も利用可能。
（発売期間：9月1日〜11月26日）

2012年
- 2月3日〜4月16日の間のうち、指定された連続する3日間（金曜日〜日曜日の間あるいは土曜日〜月曜日のいずれか）。なお、3月16日〜3月20日の間の連続する3日間も利用可能。
（発売期間：2月1日〜4月14日）
- 6月1日〜2013年1月28日の間（ただし8月10日 - 8月20日および12月28日 - 2013年1月7日の各期間を除く）のうち、指定された連続する3日間（金曜日〜日曜日の間あるいは土曜日〜月曜日のいずれか）。
（発売期間：5月31日〜2013年1月26日）

2013年
- 2月1日〜4月15日の間のうち、指定された連続する3日間（金曜日〜日曜日の間あるいは土曜日〜月曜日のいずれか）。
（発売期間：1月31日〜4月13日）
- 6月1日〜7月29日の間のうち、指定された連続する3日間（金曜日〜日曜日の間あるいは土曜日〜月曜日のいずれか）。
（発売期間：5月31日〜7月27日）
- 9月13日〜11月25日の間のうち、指定された連続する3日間（金曜日〜日曜日の間あるいは土曜日〜月曜日のいずれか）。
（発売期間：9月12日〜11月23日）

2014年
- 2月1日〜3月31日の間のうち、指定された連続する3日間（金曜日〜日曜日の間あるいは土曜日〜月曜日のいずれか）。
（発売期間：1月31日〜3月29日）
- 10月10日〜12月22日の間のうち、指定された連続する3日間（金曜日〜日曜日の間あるいは土曜日〜月曜日のいずれか）。
（発売期間：10月9日〜12月20日）

## 価格
2014年10月現在
- 大人：6,170円
- 子供：3,080円

## 発売箇所
- フリーエリア内のJR東日本みどりの窓口・指定席券売機・びゅうプラザ/駅旅行センター・主要旅行会社にて
※：エリア内の私鉄・第三セクター鉄道各社の窓口では一切発売しない。ただし、エリア内の鉄道会社が経営するJR券取扱いの旅行代理店は可能。

なお、水沢江刺駅など当該駅からの当パスの利用ができない新幹線単独駅の指定席券売機でも発売を行っている。

## その他
- 新幹線、特急列車、急行列車を利用する場合は、特急券・急行券のほか、別途乗車券が必要となる（急行もりよし号を除く）。
  - ただし2011年2月期発売より、新青森 - 青森相互間を運行する特急・急行列車については、当該相互間のみの利用に限り、本パスのみで同列車の普通車自由席に乗車できる[3]。
- 普通・快速列車の普通車指定席、あるいはグリーン車自由席を利用する場合は、指定席券あるいは普通列車グリーン券が必要。
- 自動改札機は利用できないため、必ず係員のいる通路を利用する。